# Incident v Korfském průlivu

Hranice mezi Řeckem (vlevo) a Albánií (vpravo) v Korfském průlivu, místu incidentu.

Incident v Korfském průlivu představoval sérii střetů mezi Albánií a Velkou Británií. Patří mezi první z námořních incidentů studené války. Odehrál se v letech 1946 – 1948.

## Historie
Na závěr roku 1945 se Royal Navy rozhodlo odminovat úzký průliv mezi nejjižnějším cípem Albánie a ostrovem Korfu (patřícím Řecku). Albánská komunistická vláda proti tomuto kroku ostře protestovala s argumenty, že albánské teritoriální vody sahají 3 míle od pobřeží. Britská strana byla toho názoru, že průliv spadá pod mezinárodní vody a jako důležitou dopravní spojnici je nezbytné jej odminovat. Dne 15. května 1946 vypálila albánská armáda z břehu na britské lodě.
Dne 22. října 1946 Britové vyslali do průlivu svaz válečných lodí, tvořený lehkými křižníky HMS Mauritius (80), HMNZS Leander a torpédoborci HMS Saumarez (G12) a HMS Volage (R41). Ve 14:53 Saumarez najel na minu a na jeho přídi vypukl požár. Torpédoborec Volage jej měl vzít do vleku, ale přitom sám najel v 16:31 na jinou minu, která mu utrhla celou příď až po přední dělovou věž. Posádkám se podařilo plavidla zachránit. Později byla odvlečena na Maltu. Zatímco Saumarez byl odepsán, neboť by jeho oprava byla příliš drahá, Volage byl opraven a vrácen do služby. Celkem zemřelo 44 námořníků, 36 na torpédoborci Saumarez a 8 na torpédoborci Volage.
Albánský komunistický vůdce Enver Hodža kritizoval britskou vládu za vniknutí britského námořnictva do albánských teritoriálních vod na zasedání OSN. Celý případ byl následně předán Mezinárodnímu soudnímu dvoru, který uznal albánskou vládu odpovědnou za poškození dvou lodí a ztrátu 44 námořníků. Nařídil také albánské vládě zaplatit Británii odškodnění.
Zároveň však soud uznal, že ze strany Velké Británie došlo k porušení albánské suverenity. Lodě jiných států mají v době míru právo na průjezd mezinárodními mořskými cestami (kterou tato je), aniž by jim v tom daný teritoriální stát bránil. Zde se však nejednalo o pouhý průjezd, nýbrž v zásadě o vojenskou operaci (nazvanou Operace Retail), jejímž cílem bylo odstraňování min bez povolení ze strany příslušných mezinárodních organizací. Toto prohlášení pak v souladu s žádostí Albánie považoval za náležitou satisfakci.

## Galerie

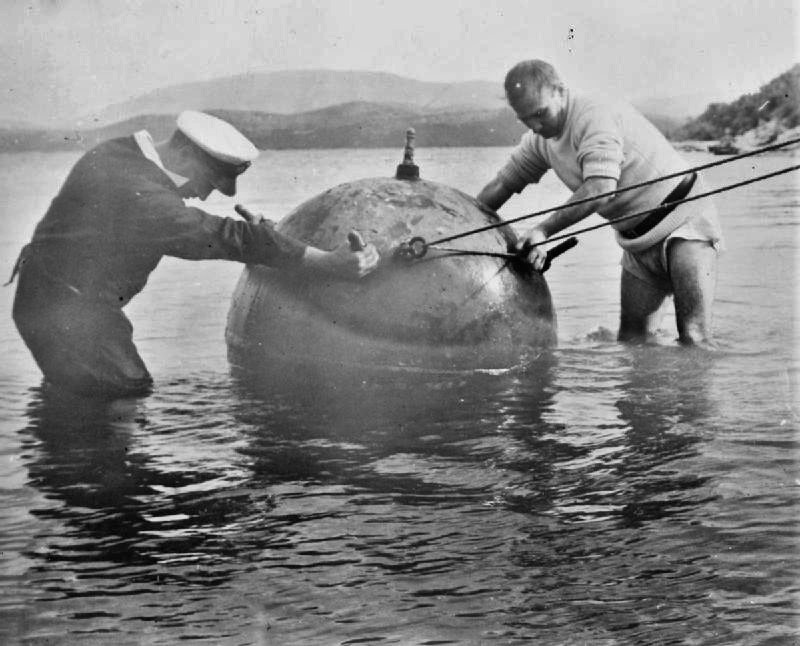
Likvidace námořní miny položené Albánci do Korfského průlivu
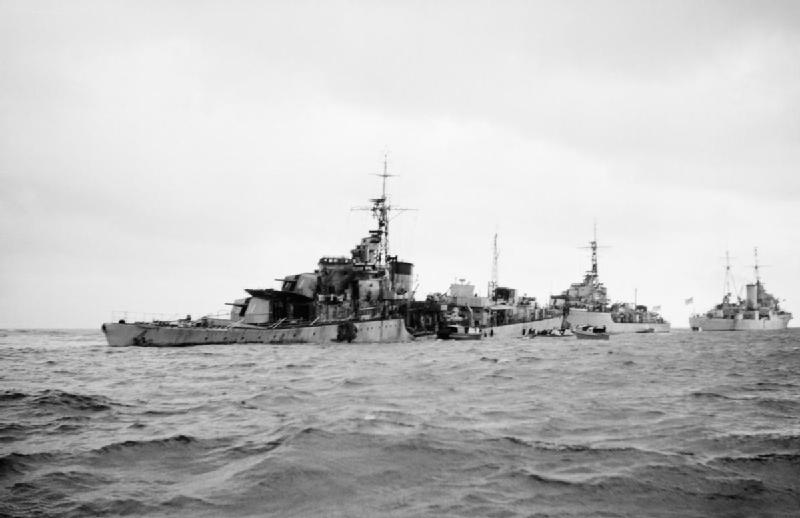
Minou poškozený torpédoborec Saumarez s hluboko ponořenou přídí
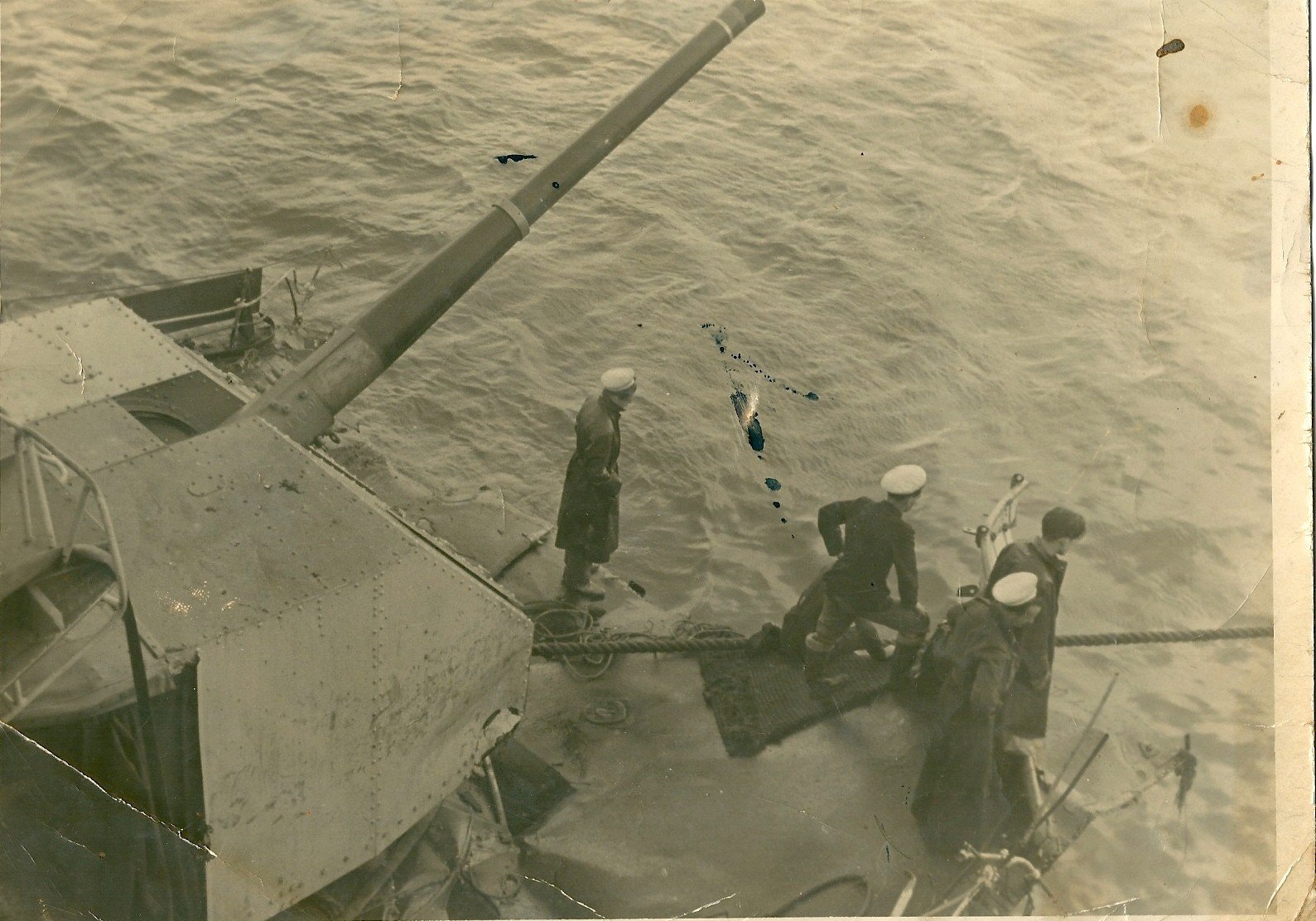
Minou poškozený torpédoborec Saumarez ve chvíli, kdy byla příď potořena až po první dělovou věž
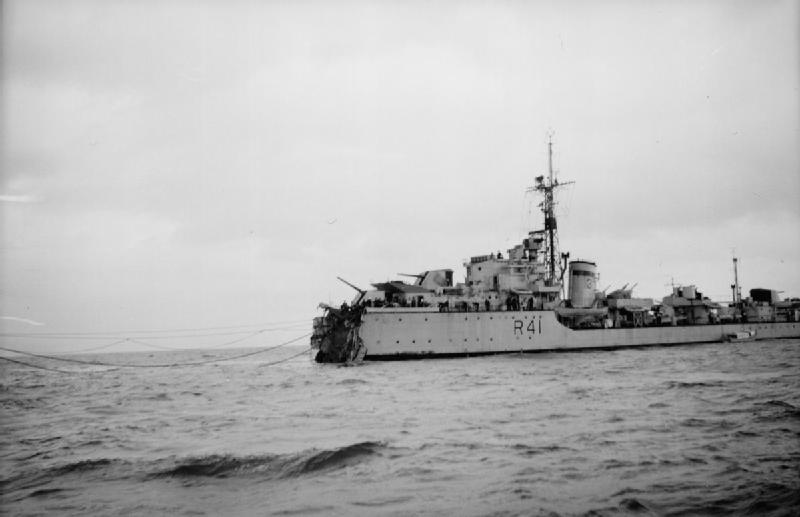
Poškození torpédoborec Volage s výbuchem utrženou přídí
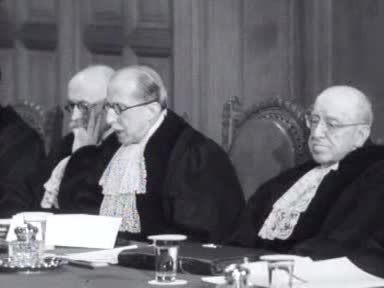
Soudní projednávání incidentu
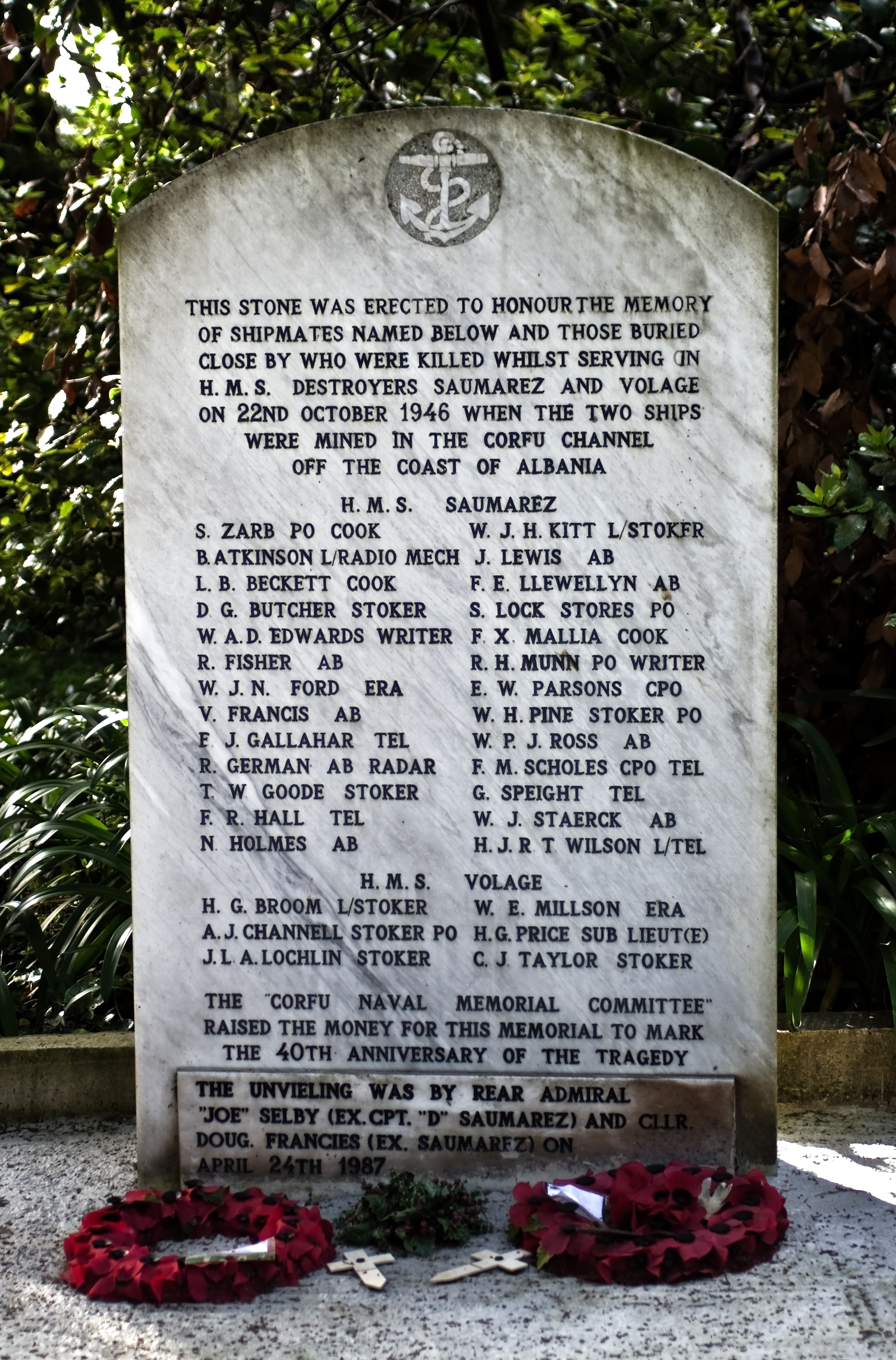
Pomník na hřbitově na ostrově Korfu